# Yurcak Field
Die Yurcak Field ist ein Fußballstadion auf dem Campus der Rutgers University in Piscataway Township, New Jersey, Vereinigte Staaten. Es hat ein Fassungsvermögen von 5.000 Zuschauern. Benannt ist das „The Soccer/Lacrosse Stadium at Yurcak Field“ zu Ehren von Ronald N. Yurcak, einem früheren Lacrosse-Spieler der Rutgers University.
Das Stadion ist die Heimspielstätte der Fußball- und Lacrosse-Teams der Rutgers Scarlet Knights. Zudem trugen hier die New Jersey Pride aus der Major League Lacrosse von 2001 bis 2008 und der Sky Blue FC, der in der National Women’s Soccer League (NWSL) spielt, ihre Heimspiele aus.